# 平和岛公园

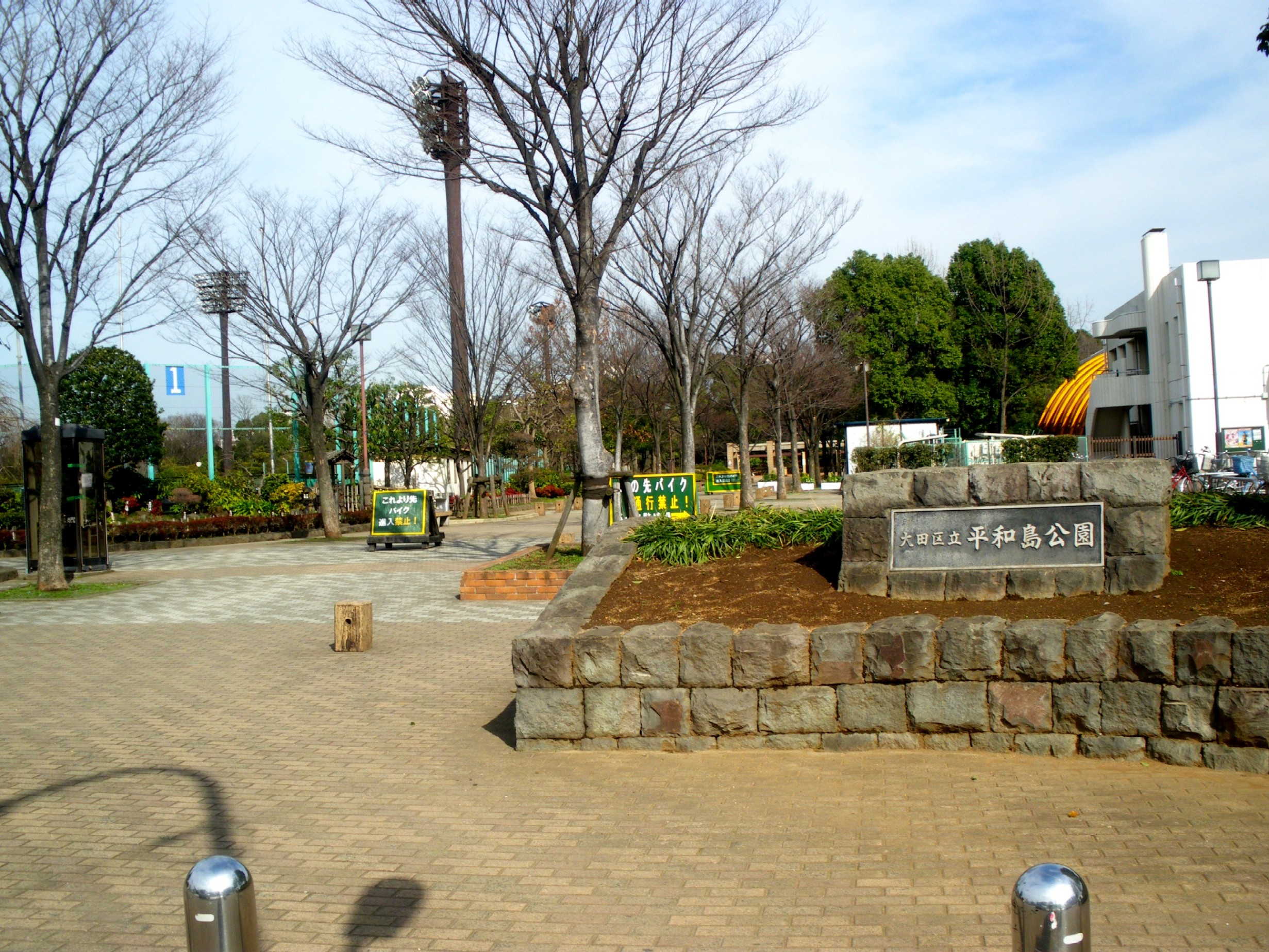
平和岛公园入口

平和岛公园是位于日本东京大田区平和岛的公园。有棒球場和游泳池（室内和室外的），有可以进行烧烤活动的广场。

## 历史
1970年6月1日开园，开园面积为74,467平方米。

## 主要的设施
- 棒球场
- 烧烤广场
- 室内游泳池（热水）
- 室外泳池

此外，临近平和之森公园、大森故乡滨边公园和平和岛赛艇比赛场。

## 路线
- 到京急本线平和岛站步行15分钟的路程
- 巴士大森站下
- 全天开放，但是游泳池和烧烤广场，午夜到凌晨是不允许使用的。室外泳池是在夏季期间开放。
- 公园里有停车场。（收费）
- 费用：免费，但是游泳和烧烤广场需要付费，游客可在进入公园前进行咨询

## 相关的项目
- OTA友谊嘉年华 - 是公园里的一个活动。